# Antimacht

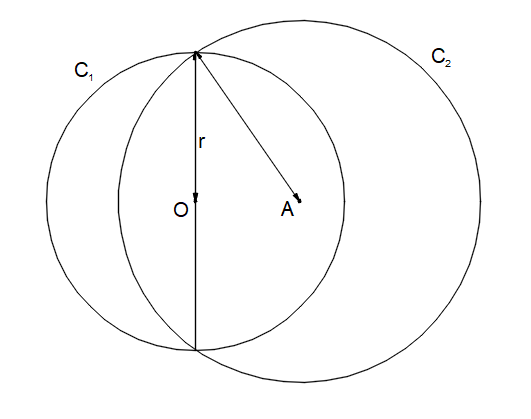

De antimacht van een punt {\displaystyle A} ten opzichte van een cirkel {\displaystyle C_{1}} met middelpunt {\displaystyle O} en straal {\displaystyle r} is gedefinieerd als:
{\displaystyle q_{A}=(AO)^{2}+r^{2}}
Wanneer een cirkel {\displaystyle C_{2}} getekend wordt met middelpunt {\displaystyle A} en straal {\displaystyle {\sqrt {q_{A}}}}, dan deelt deze cirkel de cirkel {\displaystyle C_{1}(O,\,r)} in twee gelijke bogen. {\displaystyle C_{2}} heet daarom wel een halverende cirkel of diametraalcirkel van {\displaystyle C_{1}}.
De antimachtlijn van twee cirkels is de meetkundige plaats van punten die ten opzichte van de twee cirkels dezelfde antimacht hebben. De antimachtlijn staat loodrecht op de verbindingslijn van de middelpunten.
De meetkundige plaats van middelpunten van cirkels, waarvan twee gegeven cirkels halverende cirkels zijn, is het deel van de machtlijn van die twee halverende cirkels, dat binnen die twee ligt.